# Талаги (ледокол)
«Кигориак» — ледокол арктического флота России. Построен в 1979 году в Канаде. В 2003 году куплен компанией «Роснефть», после чего прошёл ремонт в польском Гданьске. Планируется к эксплуатации для провода танкеров от нефтеналивных терминалов на нефтебазе Талаги в Архангельске по Белому морю. Прошлые названия судна — «Canmar Kigoriak», «Kigoria», «Талаги». Может развивать скорость в 3 узла при толщине льда 0,91 м.